# 15 août en sport
15 juillet 15 septembre
Chronologies thématiques
- Croisades
- Ferroviaires
- Disney

Le 15 août (227e jour de l'année ou 228e en cas d'année bissextile) en sport.

## Événements

### XXesièclede1901à1950
- 1914 :
  - (Tennis) : l'Australie remporte la Coupe Davis en s'imposant 3-2 face aux États-Unis.
- 1924 :
  - (Athlétisme) : à Varsovie, la Polonaise Stanislawa Walasiewicz porte le record du monde féminin du 100 mètres à 11.7.
- 1934 :
  - (Sport automobile) : Grand Prix automobile de Pescara.
- 1935 :
  - (Sport automobile) : Grand Prix automobile de Pescara.
- 1936 :
  - (Sport automobile) : Grand Prix automobile de Pescara.
- 1937 :
  - (Sport automobile) : Grand Prix automobile de Pescara.
- 1938 :
  - (Sport automobile) : Grand Prix automobile de Pescara.

### XXesièclede1951à2000
- 1971 :
  - (Formule 1) : Grand Prix automobile d'Autriche.
- 1976 :
  - (Formule 1) : Grand Prix automobile d'Autriche.
- 1982 :
  - (Formule 1) : Grand Prix automobile d'Autriche.
- 1993 :
  - (Formule 1) : Grand Prix automobile de Hongrie.
- 1999 :
  - (Formule 1) : Grand Prix automobile de Hongrie.
  - (Golf) : l'Américain Tiger Woods gagne le tournoi de l'USPGA.

### XXIesiècle
- 2004 :
  - (Formule 1) : Grand Prix automobile de Hongrie.
  - (Golf) : le Fidjien Vijay Singh remporte le tournoi de l'USPGA.
  - (Natation) : à Athènes, les Sud-Africains Roland Schoeman, Lyndon Ferns, Darian Townsend et Rik Neethling portent le record du monde du relais 4 × 100 mètres nage libre à 3:13.17. Laure Manaudou remporte l'or olympique sur 400 m nage libre.
- 2013 :
  - (Tennis) : Marion Bartoli annonce qu'elle prend sa retraite, six semaines tout juste après avoir remporté Wimbledon.
- 2014 :
  - (Athlétisme) : aux Championnats d'Europe d'athlétisme sur le 50 kilomètres marche, le Français Yohann Diniz remporte la course et bat le record du monde en 3 h 32 min 33 s.
- 2015 :
  - (Sports équestres /Championnats d'Europe de dressage et de saut d'obstacles) : dans le Grand Prix spécial en individuel, victoire de la Britannique Charlotte Dujardin.
- 2016 :
  - (Jeux olympiques de Rio 2016) : 13e jour de compétition aux Jeux de Rio.
- 2021 :
  - (Cyclisme sur route /Tour d'Espagne) : sur la 2e étape qui se déroule entre Caleruega et Burgos, sur une distance de 166,7 km, victoire du Belge Jasper Philipsen. Le Slovène Primož Roglič conserve le maillot rouge.
- 2023 :
  - (Volley-ball /Euro féminin) : début de la 33e édition du championnat d'Europe féminin de volley-ball qui se déroule en Allemagne (Düsseldorf), Belgique (Bruxelles et Gand), Estonie (Tallinn) et Italie (Florence, Monza, Turin et Vérone) jusqu'au 3 septembre 2023.
- 2024 :
  - (Cyclisme sur route /Tour de France Femmes) : Sur la 5e étape du Tour de France Femmes qui se déroule entre Bastogne (en Belgique) et Amnéville, sur une distance de 152,5 kilomètres[1], victoire de la Hongroise Blanka Vas au sprint. Et c'est la Polonaise Katarzyna Niewiadoma qui prend le maillot jaune.

## Naissances

### XIXesiècle
- 1859 :
  - Charles Comiskey, joueur de baseball américain. († 26 octobre 1931).
- 1866 :
  - Italo Santelli, maître d'armes d'escrime italien. Médaillé d'argent aux sabre maître d'armes aux Jeux de Paris. († 8 février 1945).
- 1876 :
  - Carl Albert Andersen, athlète de saut et gymnaste norvégien. Médaillé de bronze de la perche aux Jeux de Paris 1900 puis médaillé d'argent du concours par équipes aux Jeux de Londres 1908. († 28 septembre 1951).
- 1893 :
  - Eugène Criqui, boxeur français. Champion du monde poids plumes de boxe du 2 juin au 26 juillet 1923. († 7 mars 1977).
  - Jack Hatfield, nageur britannique. Médaillé d'argent du 400m nage libre et du 1 500m puis médaillé de bronze du relais 4 × 200m nage libre aux Jeux de Stockholm 1912. († 30 mars 1965).

### XXesièclede1901à1950
- 1905 :
  - Manfred von Brauchitsch, pilote de courses automobile allemand. († 5 février 2003).
- 1913 :
  - Maria Kwaśniewska, athlète du lancers de javelot polonaise. Médaillée de bronze aux Jeux de Berlin 1936. († 17 octobre 2007).
- 1917 :
  - Jack Lynch, footballeur de gaélique et joueur de hurling puis homme politique irlandais. († 20 octobre 1999).
- 1922 :
  - Sabino Barinaga, footballeur et entraîneur espagnol. Sélectionneur de l'équipe du Maroc de 1971 à 1972. († 19 mars 1988).
- 1923 :
  - Gé van Dijk, footballeur néerlandais. (2 sélections en équipe nationale). († 29 mai 2005).
- 1930 :
  - Stanislav Jungwirth, athlète de demi-fond tchécoslovaque. Détenteur du Record du monde du 1 500 mètres du 12 juillet 1957 au 28 août 1958. († 11 avril 1986).
  - José María Zárraga, footballeur espagnol. Vainqueur de la Coupe des clubs champions 1956, 1957, 1958, 1959 et 1960. (8 sélections en équipe nationale). († 3 avril 2012).
- 1935 :
  - Waldemar Baszanowski, haltérophile polonais. Champion olympique des -65,5 kg aux Jeux de Tokyo 1964 et Jeux de Mexico 1968. Champion du monde d'haltérophilie des -67,5 kg 1961, 1964, 1965, 1968 et 1969. Champion d'Europe d'haltérophilie des -67,5 kg 1961, 1965, 1968, 1969, 1970 et 1971. († 29 avril 2011).
- 1940 :
  - José Antonio Momeñe, cycliste sur route espagnol. († 23 décembre 2010).
- 1942 :
  - Stefano Sebastiani, pilote de courses automobile italien.
- 1944 :
  - Franz Vogler, skieur alpin allemand.
- 1945 :
  - Gene Upshaw, joueur de foot U.S. américain. († 20 août 2008).
- 1947 :
  - Nicole Duclos, athlète de sprint française. Championne d'Europe du 400 m et médaillée d'argent du relais 4 × 400 m 1969. Détentrice du record du monde du 400 m d'août 1969 au 23 juillet 1970.
- 1948 :
  - Michel Mézy, footballeur puis entraîneur français. (17 sélections en équipe de France).
  - Patrice Rio, footballeur français. (17 sélections en équipe de France).
- 1950 :
  - Anne du Royaume-Uni, cavalière de concours complet et dirigeante sportive britannique. Championne d'Europe de concours complet d'équitation en individuelle 1971. Présidente de la Fédération équestre internationale de 1986 à 1994. Membre et présidente du CIO depuis 1988.

### XXesièclede1951à2000
- 1952 :
  - Bernard Lacombe, footballeur, entraîneur puis dirigeant sportif français. Champion d'Europe de football 1984. (38 sélections en équipe de France). († 17 juin 2025).
- 1956 :
  - Régis Clère, cycliste sur route français. († 9 juin 2012).
- 1958 :
  - Craig MacTavish, hockeyeur sur glace puis entraîneur canadien.
- 1959 :
  - Han Kulker, athlète de demi-fond néerlandais.
- 1961 :
  - Gary Kubiak, entraîneur de foot U.S. américain.
  - Dietmar Mögenburg, athlète de sauts allemand. Champion olympique de la hauteur aux Jeux de Los Angeles 1984. Champion d'Europe d'athlétisme en saut en hauteur 1982.
- 1962 :
  - Rıdvan Dilmen, footballeur puis entraîneur turc. (29 sélections en équipe de nationale).
- 1963 :
  - Stefan Lehmann, footballeur suisse. (18 sélections en équipe de nationale).
  - Dany Verlinden, footballeur puis entraîneur belge. (1 sélection en équipe nationale).
- 1966 :
  - Scott Brosius, joueur de baseball américain.
- 1971 :
  - Sylvain Ripoll, footballeur puis entraîneur français.
- 1972 :
  - Bjørn Myrbakken, sauteur à ski norvégien. Champion du monde par équipes de saut à ski 1993.
- 1975 :
  - Brendan Morrison, hockeyeur sur glace canadien. Champion du monde de hockey sur glace 2004.
  - Jérôme Neuville, cycliste sur route et sur piste français. Champion du monde de cyclisme sur piste de l'américaine 2001 et 2002 puis champion du monde de cyclisme sur piste du scratch 2006.
  - Kara Wolters, basketteuse américaine. Championne olympique des Jeux de Sydney 2000. Championne du monde de basket-ball féminin 2010.
- 1976 :
  - Dmitriy Fofonov, cycliste sur route et sur piste kazakh. Vainqueur du Tour de Chine 1998.
  - Boudewijn Zenden, footballeur puis entraîneur néerlandais. (55 sélections en équipe nationale).
- 1977 :
  - Igor Cassina, gymnaste italien. Champion olympique à la barre fixe aux Jeux d'Athènes 2004.
  - Martin Biron, hockeyeur sur glace canadien.
- 1978 :
  - Chris Brown, athlète de sprint bahaméen. Médaillé de bronze du relais 4×400m aux Jeux de Sydney 2000, d'argent aux Jeux de Pékin 2008, champion olympique aux Jeux Londres 2012 puis médaillé de bronze aux Jeux de Rio 2016. Champion du monde d'athlétisme du relais 4×400m 2001.
  - Nick Easter, joueur de rugby à XV anglais. (51 sélections en équipe nationale).
  - Jens Gaiser, skieur de combiné nordique allemand. Médaillé d'argent par équipe aux Jeux de Turin 2006.
  - Lilia Podkopayeva, gymnaste ukrainienne. Championne olympique du concours général individuel et du sol puis médaillée d'argent de la poutre aux Jeux d'Atlanta 1996. Championne du monde de gymnastique artistique du concours général individuel et du saut de cheval 1995. Championne d'Europe de gymnastique artistique féminine du sol 1994 puis du concours général individuel, des barres asymétriques et du sol 1996.
  - Kerri Walsh, volleyeuse et joueuse de beach-volley américaine. Championne olympique de beach-volley aux Jeux d'Athènes 2004, aux Jeux de Pékin 2008 et aux Jeux de Londres 2012 puis médaillée de bronze aux Jeux de Rio 2016. Championne du monde de beach-volley 2003, 2005 et 2007.
- 1979 :
  - Carl Edwards, pilote de course automobile américain.
  - Tong Jian, patineur artistique de couples chinoise. Médaillé d'argent aux Jeux de Vancouver 2010. Champion du monde de patinage artistique 2006 et 2010.
- 1980 :
  - Giampaolo Caruso, cycliste sur route italien.
  - Ilia Klimkin, patineur artistique messieurs russe.
- 1981 :
  - Brendan Hansen, nageur de brasse américain. Champion olympique du 4 × 100 m 4 nages, médaillé d'argent du 100 m brasse et médaillé de bronze du 200 m brasse aux Jeux d'Athènes 2004, champion olympique du relais 4 × 100 m 4 nages aux Jeux de Pékin 2008 puis champion olympique du relais 4 × 100 m 4 nages et médaillé de bronze du 100 m brasse aux Jeux de Londres 2012. Champion du monde de natation du 200 m brasse 2001, du 4 × 100 m 4 nages 2003, des 100 et 200 m brasse puis du relais 4 × 100 m 4 nages 2005 ainsi que du 100 m brasse 2007.
  - Silvan Zurbriggen, skieur alpin suisse. Médaillé de bronze du combiné aux Jeux de Vancouver 2010.
- 1982 :
  - Rory Best, joueur de rugby à XV irlandais. Vainqueur des Grands Chelems 2009 et 2018 ainsi que des tournois des Six Nations 2014 et 2015. (121 sélections en équipe nationale).
  - Joris Marveaux, footballeur français.
  - Steve Zacchia, pilote de course automobile suisse.
- 1983 :
  - Siobhan Chamberlain, footballeuse anglaise. (50 sélections en équipe nationale).
  - Gwladys Épangue, taekwondoïste française. Médaillée de bronze des -67 kg aux Jeux de Pékin 2008. Médaillée d'argent des -67 kg aux Mondiaux de taekwondo 2005 et 2007 puis des +73 kg 2015, championne du monde de taekwondo des -67 kg 2009 puis des -73 kg 2011. Médaillée d'argent des -55 kg aux CE de taekwondo 2000, des -67 kg 2006 et 2008 puis championne d'Europe de taekwondo des -55 kg 2002, des -59 kg 2004 ainsi que des -67 kg 2005.
  - Jean-Marc Marino, cycliste sur route français.
- 1984 :
  - Jennifer Kirk, patineuse artistique dames américaine.
- 1985 :
  - Emil Jönsson, fondeur suédois. Médaillé de bronze du sprint et du sprint par équipes aux Jeux de Sotchi 2014.
- 1987 :
  - Deolinda Gimo, basketteuse mozambicaine. (48 sélections en équipe nationale).
- 1988 :
  - Steven Defour, footballeur belge. (52 sélections en équipe nationale).
  - Boban Marjanović, basketteur serbe. (19 sélections en équipe nationale).
- 1989 :
  - Jakub Voráček, hockeyeur sur glace tchèque. Champion du monde de hockey sur glace 2010.
- 1990 :
  - Mahamadou Diaby, joueur de rugby à XV français.
  - Christian Fromm, volleyeur allemand. (143 sélections en équipe nationale).
  - Filippa Idéhn, handballeuse suédois. (105 sélections en équipe nationale).
  - Laura Pihlajamäki, volleyeuse finlandaise. (9 sélections en équipe nationale).
  - Toomas Raadik, basketteur estonien.
- 1993 :
  - Juan Ignacio Londero, joueur de tennis argentin.
  - Clinton Njie, footballeur camerounais. Champion d'Afrique de football 2017. (28 sélections en équipe nationale).
  - Alex Oxlade-Chamberlain, footballeur anglais. (32 sélections en équipe nationale).
  - Nicolai Poulsen, footballeur danois.
- 1994 :
  - Lina Magull, footballeuse allemande.
- 1995 :
  - Sam Oomen, cycliste sur route néerlandais. Champion du monde de cyclisme sur route du contre la montre par équipes 2017.
- 1996 :
  - Bruce Brown Jr., basketteur américain.
- 1997 :
  - Jason Burnell, basketteur américain.
  - David Lischka, footballeur tchèque.
- 1999 :
  - Rayan Rebbadj, joueur de rugby à XV et à sept français. Champion olympique aux Jeux de Paris 2024. (84 sélections avec l'équipe de France masculine de rugby à sept).

### XXIesiècle
- 2001 :
  - Oliver Antman, footballeur finlandais. (12 sélections en équipe de nationale).
  - Matthias Halagahu, joueur de rugby à XV français.
- 2003 :
  - Denzell García, footballeur mexicain.
- 2004 :
  - Mahmudu Bajo, footballeur gambien.
- 2005 :
  - Semih Kılıçsoy, footballeur turc. (3 sélections en équipe de nationale).
- 2006 :
  - Liana Joseph, footballeuse française.

## Décès

### XIXesiècle
- 1888 :
  - Bob Seddon, 28 ans, joueur de rugby à XV anglais. (3 sélections en équipe nationale). (° 1er juillet 1860).

### XXesièclede1951à2000
- 1959 :
  - Jules Marcadet, 93 ans, haut-fonctionnaire et dirigeant sportif français. Fondateur du Stade français et de l'USFSA. (° 10 mars 1866).
- 1962 :
  - Dan Bain, 88 ans, hockeyeur sur glace canadien. (° 14 février 1962).

### XXIesiècle
- 2001 :
  - Richard Chelimo, 29 ans, athlète de fond kényan. Médaillé d'argent du 10 000 m aux Jeux de Barcelone 1992. (° 24 février 1972).
- 2006 :
  - Faas Wilkes, 82 ans, footballeur néerlandais. (38 sélections en équipe nationale). (° 13 octobre 1923).
- 2007 :
  - Sam Pollock, 81 ans, dirigeant sportif de hockey sur glace canadien. (° 25 décembre 1925).
- 2008 :
  - Vic Toweel, 80 ans, boxeur sud-africain. Champion du monde poids coqs de boxe du 31 mai 1950 au 15 novembre 1952. (° 12 janvier 1928).
- 2010 :
  - Lionel Régal, 37 ans, pilote de course automobile français. (° 21 juillet 1973).
- 2011 :
  - Ángel Botta, 85 ou 86 ans, footballeur puis entraîneur anglais. Sélectionneur de l'équipe de République dominicaine en 1974. (° ? 1925).
  - André Ruffet, 81 ans, cycliste sur route français. (° 10 septembre 1929).
  - Rick Rypien, 27 ans, hockeyeur sur glace canadien. (° 16 mai 1984).
- 2012 :
  - Elson Beiruth, 70 ans, footballeur puis formateur brésilien. (° 20 octobre 1941).
- 2014 :
  - Ferdinando Riva, 84 ans, footballeur suisse. (22 sélections en équipe nationale). (° 3 juillet 1930).
- 2016 :
  - Dalian Atkinson, 48 ans, footballeur anglais. (° 21 mars 1968).
- 2017 :
  - Stephen Wooldridge, 39 ans, cycliste sur piste australien. Champion du monde de cyclisme sur piste de la poursuite par équipes 2002, 2004 et 2006. (° 17 octobre 1977).
- 2018 :
  - Pierre Camou, 72 ans, joueur de rugby à XV puis dirigeant sportif français. Président de la FFR de 2008 à 2016. (° 18 août 1945).
- 2021 :
  - Gerd Müller, 75 ans, footballeur allemand. Champion du monde de football 1974. Champion d'Europe de football 1972. Vainqueur de la Coupe d'Europe des vainqueurs de coupe 1967 puis des Coupes des clubs champions 1974, 1975 et 1976. (62 sélections en équipe nationale). (° 3 novembre 1945).